# Toyota Fine-N

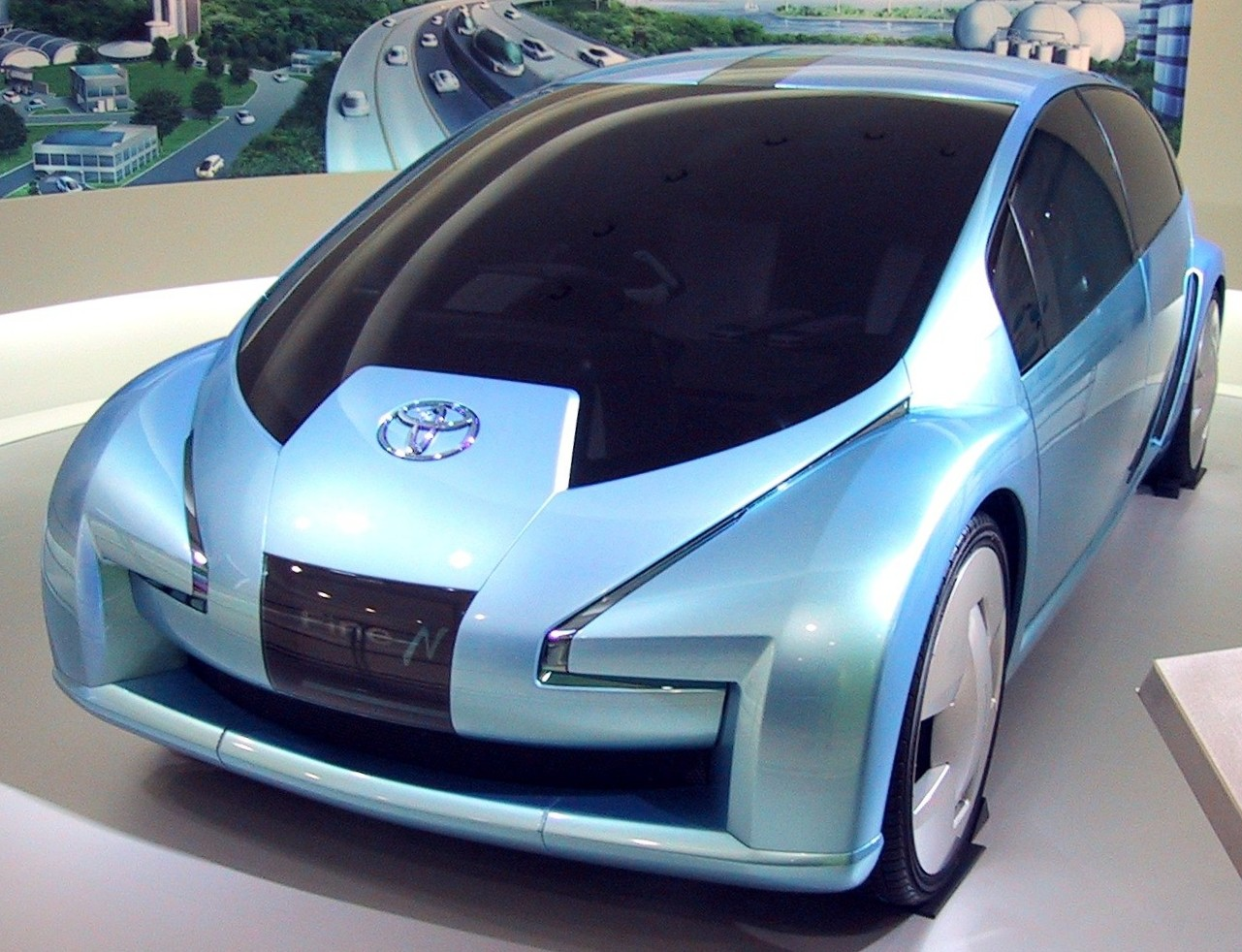
Toyota Fine N

Der Toyota Fine-N ist ein Konzeptauto eines Wasserstoff-Brennstoffzellenfahrzeugs, vorgestellt im Oktober 2003.
Das Fahrzeug wurde auf der 37. Tokyo Motor Show im Oktober 2003 gezeigt. Die Wasserstofftanks und die SOFC Brennstoffzelle sind mittig im Fahrzeug platziert und treiben vier Elektromotoren von je 25 kW in jedem Rad. Als Puffer kommt ein Lithium-Ionen-Akku zum Einsatz. Das Wasserstoff-Druckgas soll entsprechend diesem Konzept bis zu 500 km Reichweite ermöglichen, vor allem durch weitreichende Rückenergie beim Bremsen. Als Konzeptauto sind keine echten Fahrleistungsdaten bekannt.